# Vis viva (equação)
Em mecânica celeste, a Vis viva (termo que deriva de Leibniz) é a equação que relaciona, no problema dos dois corpos, a distância do corpo ao foco e a sua velocidade.
Em órbitas keplerianas a Vis-viva se escreve, quando o corpo orbitante tem massa desprezível em relação ao corpo central:
{\displaystyle v^{2}=\mu \left({{2 \over {r}}-{1 \over {a}}}\right)}
em que:
- v é a velocidade
- r é a distância ao foco
- μ é o produto da constante da gravitação universal pela massa do corpo central
- a é o semi-eixo da órbita